# Johnson épület (Oregoni Egyetem)
A Johnson épület (angolul: Johnson Hall) az Oregoni Egyetem adminisztrációs létesítménye az Amerikai Egyesült Államok Oregon államának Eugene városában. A William C. Knighton által tervezett épület 1918-ban felvette John Wesley Johnson, az egyetem első rektora nevét.
1985 óta szerepel a történelmi helyek jegyzékében.

## Története
A létesítmény eredetileg is adminisztratív célra épült. A rektori és a regisztrációs hivatal a második szinten, más egységek az első szinten voltak. Korábban itt volt a Guild Színház, de a Villard épület Robinson Színházának átadása miatt az 1949-es felújításkor megszüntették. A Johnson építése idején 103 829,66 $-os költségével a campus legdrágább épülete volt.
Az 1960-as és 1970-es években az épület a vietnámi háború elleni tiltakozások helyszíne volt. 1970. március 23-án éjszakára kétszáz hallgató elfoglalta az épületet. Mivel az adminisztratív dolgozók szabadon távozhattak, a hallgatóknak megengedték a maradást, Robert D. Clark rektor szerint azonban törvénysértést követtek el. Mivel a következő este sem távoztak, értesítették a városi rendőrséget és a megyei seriff hivatalát. Amikor a hallgatók körbeülték a rendőrautókat, a hatóságok könnygázt dobtak köréjük és a Nemzeti Gárda segítségét kérték. A hétszáz fősre nőtt tömeg a rendőrök távozásakor köveket és hulladékot dobált feléjük. Összesen 61 embert vettek őrizetbe garázdaság és illetéktelen behatolás miatt.

## Kialakítása
Az amerikai reneszánsz stílusú épület burkolata tégla, terrakotta és beton. Korábban a tető közepén felülvilágító volt. Elhelyezkedése észak-déli irányú.

### Ellis F. Lawrence szerepe
Ugyan Ellis F. Lawrence, az egyetem építészének kis szerepe volt a létesítménynél, Prince Lucien Campbell rektor szerint társépítészi szerepet töltött be. Hozzájárulásai a következők voltak:
1. Felkutatta az alkalmas helyszínt
2. Megpróbálta a színház akusztikáját javítani
3. Terrakotta helyett bronzfelirat használatát javasolta
4. Ő bízta meg Glenn Stantont az épület belterében látható bronzfelirat kihelyezésével

## Film
A Party zóna című film egyes jeleneteit az északi homlokzat előtt és a dékáni irodában forgatták.

## Fordítás
- Ez a szócikk részben vagy egészben  a   Johnson Hall (Eugene, Oregon) című angol Wikipédia-szócikk ezen változatának fordításán alapul.  Az eredeti cikk szerkesztőit annak laptörténete sorolja fel. Ez a jelzés csupán a megfogalmazás eredetét és a szerzői jogokat jelzi, nem szolgál a cikkben szereplő információk forrásmegjelöléseként.